# Sumergido: Alerta Total
Sumergido: Alerta total (Submerged) es una película salida directamente a vídeo en 2005. El protagonista es Steven Seagal, al que acompañan en el reparto Christine Adams, Gary Daniels y Vinnie Jones. La dirección corre a cargo del británico Anthony Hickox.

## Argumento
Chris Cody (Seagal) es un mercenario que acaba de salir de prisión cuando el embajador de Estados Unidos en Montevideo es asesinado por un grupo terrorista que, paralelamente, secuestra un submarino nuclear con la intención de usarlo en sus luchas por el poder y el comercio de drogas en la zona. Cody, acompañado de otros mercenarios a sus órdenes, viajará a Uruguay para detenerlos.

## Polémica
El film, calificado de ridículo por la crítica y con un éxito internacional tan discreto como el resto de producciones pertenecientes a la etapa de decadencia de Seagal, nunca habría pasado de ser una de tantas producciones salidas directamente a videoclub de no ser por la enérgica protesta del gobierno de Uruguay ante la imagen totalmente alejada de la realidad que el film ofrece de este país. En la película se describe a Uruguay como una férrea dictadura controlada por un militar con conexiones con el mundo de la droga, donde se producen diariamente revueltas populares y combates selváticos entre terroristas y militares. La ambientación llega a ser tan pobre que en algunas partes del film aparecen ruinas mayas, fiordos, ríos infestados de aligátores, rubias pastoras de cabras con trajes típicos de Centroeuropa que resultan ser terroristas suicidas e incluso una enorme bandera argentina durante una representación en la ficticia Ópera Nacional de Montevideo. Así mismo, durante la película se suceden carteles y libros en francés e italiano que los protagonistas identifican en todo momento como en español, idioma que se asemeja más al neodialecto spanglish en las ocasiones en que aparece. Los personajes uruguayos hablan alternativamente en español o en inglés, pero siempre con acento chicano.
Sorprendentemente, la polémica convirtió la película en un éxito de alquiler en Uruguay hasta el punto de que las cintas se agotaban debido a la demanda de quienes querían comprobar de primera mano hasta qué punto quedaba deformado el país en esta película que, en realidad, se rodó en Bulgaria. El gobierno uruguayo ha llegado a considerar la toma de acciones legales contra los responsables de la cinta, principalmente por el uso sin autorización de la bandera y el escudo uruguayo.